# 卢戈夫斯基
卢戈夫斯基（羅馬化：Lugovskiy）是俄罗斯伊尔库茨克州的工人村（市级镇），属马马-丘亚区，位于勒拿河流域内马马河畔，在区行政中心马马南、州府伊尔库茨克东北方。
该地2021年人口有353人；2010年人口503；2002年人口633；1989年人口2,939。